# Furankenshutain no kaijû: Sanda tai Gaira
Frankenstein no Kaijū: Sanda tai Gaira (título original en japonés  (フランケンシュタインの怪獣 サンダ対ガイラ Furankenshutain no Kaijū: Sanda tai Gaira?)), estrenada como La batalla de los simios gigantes (en España) y La guerra de los gargantúas (en México), es una película del género kaiju de 1966 dirigida por Ishirō Honda, coescrita por Honda y Takeshi Kimura, producida por Tomoyuki Tanaka y Kenichiro Tsunoda, con efectos especiales de Eiji Tsuburaya. Una secuela de Frankenstein vs. Baragon, la película fue una coproducción japonesa-estadounidense; fue la tercera y última colaboración entre Tōhō y Henry G. Saperstein. La película es protagonizada por Russ Tamblyn, Kumi Mizuno, Kenji Sahara, con Yû Sekida como   Sanda  y Haruo Nakajima como Gaira. En la película, los científicos investigan la repentina aparición de dos monstruos humanoides peludos gigantes que culmina en una batalla en Tokio. 
La película fue estrenada en Japón el 31 de julio de 1966. Desde su estreno, la película ha sido considerada como un clásico de culto, atrayendo la admiración de artistas como Brad Pitt, Quentin Tarantino, Guillermo del Toro y Tim Burton.

## Reparto
- Russ Tamblyn como Dr. Paul Stewart[1]
- Kumi Mizuno como Akemi.[1]
- Kenji Sahara como Dr. Yuzo Majida[1]
- Nobuo Nakamura como Dr. Kita[1]
- Jun Tazaki como Comandante del Ejército.[1]
- Hisaya Ito como Jefe de Policía Izumida.[1]
- Kipp Hamilton como cantante en el club.[5]
- Yû Sekida como Sanda.[6]
- Haruo Nakajima como Gaira.[6]

## Argumento
Durante una noche lluviosa, un barco de pesca es atacado por un pulpo gigante. El pulpo gigante es atacado por un monstruo humanoide gigante de pelo verde. Después de derrotar al pulpo gigante, el monstruo verde ataca el barco. Se recupera un sobreviviente, que revela a los médicos y la policía que Frankenstein atacó su bote y se comió a la tripulación. La prensa retoma la historia y entrevista al Dr. Paul Stewart y su asistente, el Dr. Akemi Togawa, quienes una vez tuvieron a un bebé Frankenstein en su poder para estudiarlo cinco años antes. Stewart y Akemi disipan la idea de que el ataque fue causado por su Frankenstein, postulando que su Frankenstein era gentil, no atacaría ni comería personas, ni viviría en el océano como lo encontraron en las montañas y probablemente murió después de escapar.
Otro barco es atacado y los aldeanos ven al Frankenstein verde frente a la costa al mismo tiempo que un guía de montaña informa haber visto a Frankenstein en los Alpes japoneses. Stewart y Akemi investigan las montañas y encuentran huellas gigantes en la nieve. Su colega, el Dr. Majida, recolecta muestras de tejido del segundo bote. El Frankenstein verde ataca el aeropuerto de Haneda, se come a una mujer y regresa al mar después de que las nubes se despejan. Stewart y Akemi se van a Tokio para reunirse con los militares para discutir los planes para matar al monstruo. Majida deduce que el Frankenstein verde es sensible a la luz. El Frankenstein verde aparece brevemente en Tokio, pero las luces brillantes lo ahuyentan. Se retira a las montañas, donde los militares lo contraatacan. Luego, un segundo Frankenstein, de apariencia de cabello castaño, aparece y acude en ayuda del Frankenstein verde, ayudándolo a escapar.
Stewart y Akemi concluyen que el Frankenstein marrón es su antiguo sujeto. Para distinguir a los monstruos, los militares designan a los Frankensteins marrones y verdes como Sanda y Gaira, respectivamente. Después de recolectar y examinar muestras de tejido de ambos monstruos, Stewart concluye que Gaira es el clon de Sanda. Él teoriza que un pedazo de tejido de Sanda se abrió camino hacia el mar, donde sobrevivió del plancton y evolucionó hasta convertirse en Gaira. Durante un viaje de senderismo, Stewart, Akemi y varios excursionistas huyen de Gaira. Akemi se cae de una repisa, pero Sanda la salva a tiempo y se lesiona la pierna en el proceso. Stewart y Akemi intentan convencer a los militares de que solo se debe matar a Gaira mientras que a Sanda se le debe salvar, pero el ejército ignora sus súplicas y no está dispuesto a arriesgarse a dejar que ninguno de los monstruos viva. Después de descubrir que Gaira devoraba a la gente, Sanda lo ataca. Gaira escapa con Sanda persiguiéndolo y se dirige hacia Tokio, ya que las luces de la ciudad ya no lo disuaden, ya que ahora lo alertan de la presencia de comida.
Durante la evacuación, Akemi jura salvar a Sanda, pero se encuentra con Gaira. Sanda evita que Gaira devore a Akemi y Stewart la lleva a un lugar seguro. Sanda intenta suplicarle a Gaira, pero el monstruo verde se enfrenta a Sanda en la batalla. Stewart intenta convencer a los militares de que le den tiempo a Sanda para derrotar a Gaira, pero falla. Sin embargo, el ejército ayuda a Sanda mientras su batalla con Gaira se mueve de Tokio a la Bahía de Tokio y más lejos del mar. Mientras los militares arrojan bombas alrededor de los Frankensteins que luchan, un volcán submarino entra en erupción repentinamente y se traga a ambos monstruos. Majida informa a Stewart y Akemi que la muerte de los monstruos no pudo ser confirmada debido al intenso calor, pero enfatiza que nada pudo haber sobrevivido a la erupción.

## Producción
The War of the Gargantuas fue la tercera y última coproducción entre Toho y UPA de Henry G. Saperstein. Hacia finales de 1965, Toho informó al director Ishirō Honda que el contrato de  director no se renovaría e Iwao Mori le dijo que necesitaría hablar con el productor Tomoyuki Tanaka sobre cada tarea. Seiji Tani, el nuevo asistente principal de Honda, contó que el actor Russ Tamblyn y Honda nunca estaban de acuerdo en el set, con Tamblyn haciendo a menudo exactamente lo contrario de lo que Honda le indicaba. Tani declaró: «Honda-san tuvo que contenerse y soportar tanto durante esa. [Russ Tamblyn] era un imbécil». Tamblyn sintió que sus frases en la película eran tan malas que las improvisó todas. Fue la elección del coproductor Saperstein reemplazar a Nick Adams con Tamblyn, y luego declaró: "Tamblyn fue un verdadero dolor en el culo".
La película se anunció originalmente como The Frankenstein Brothers, luego The Two Frankensteins, Frankenstein vs. Frankenstein, Frankenstein's Decisive Battle y Frankenstein's Fight durante los procesos de escritura de guiones. La película fue originalmente pensada como una secuela de Frankenstein vs. Baragon, con los biógrafos de Honda Ryfle y Godziszewski señalando que la continuidad entre las dos películas fue "algo confusa". La película se creó rápidamente, con el borrador final del guionista Kimura sobre el guion fechado el 23 de abril de 1966. Honda filmó las escenas dramáticas de la película entre el 9 de mayo y el 4 de junio y el equipo de efectos especiales de Tsuburaya terminó a mediados de julio. La versión estadounidense hizo que Honda filmara escenas adicionales y UPA hizo que Toho lanzara los negativos y tomas y otras imágenes como elementos de sonido y música. Tab Hunter fue originalmente elegido como Dr. Stewart, pero fue reemplazado por Tamblyn durante la preproducción.

## Estreno
La película se estrenó en cines japoneses el 31 de julio de 1966 por Tōhō.